# 장기봉행

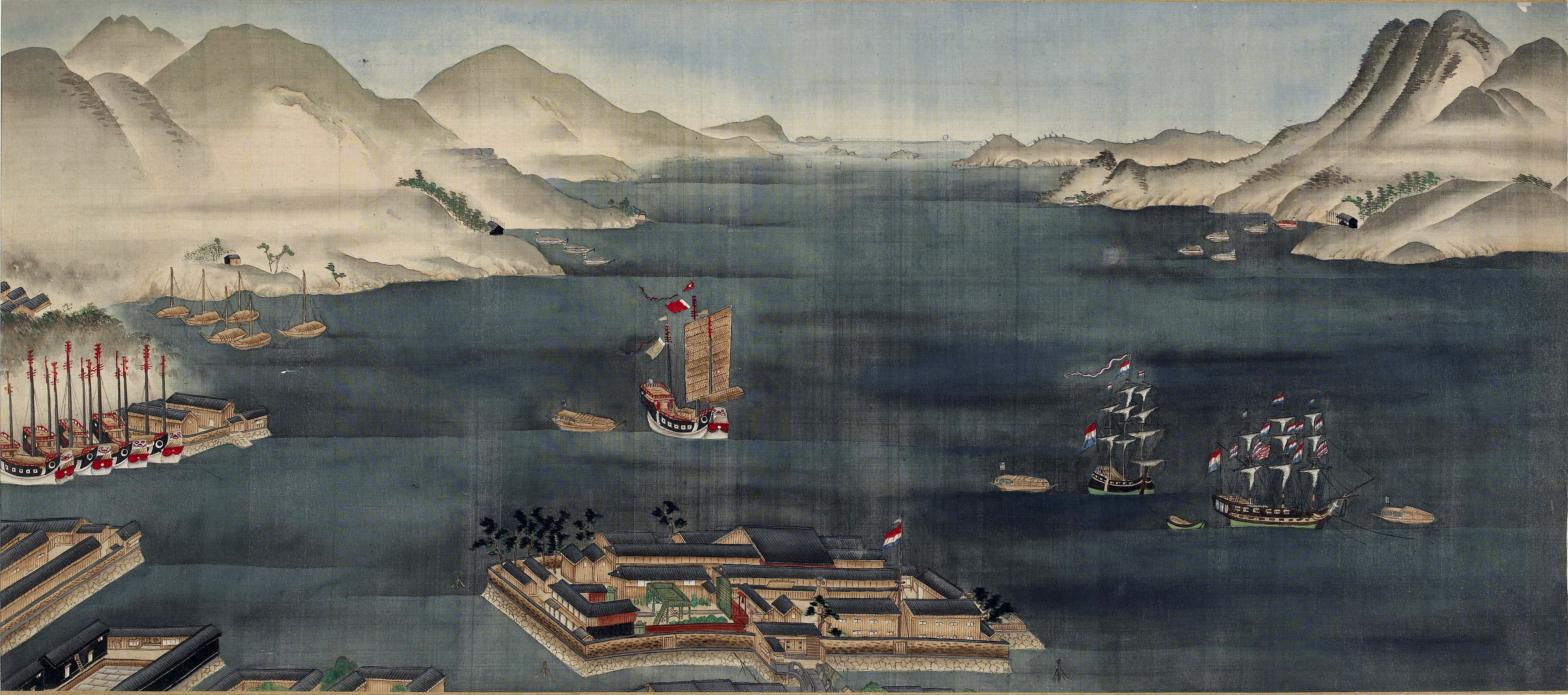
나가사키 부교가 관리했던 데지마. 쇄국 일본과 유일하게 교역했던 서구 국가인 네덜란드 상인들의 거주지였다.

장기봉행(일본어: 長崎奉行 나가사키부교[*])은 에도 막부의 원국봉행(遠国奉行) 중 하나이다.

## 개요
센고쿠 시대 오무라 씨의 영지였던 나가사키는 1580년 덴쇼 8년 이후 예수회에 기부되어 있었지만, 규슈를 평정한 도요토미 히데요시는 1588년 4월 2일에 나가사키를 직할지를 삼았고, 이어서 나베시마나 오시게(히사가 번주)를 대관했다. 1592년 분로쿠 원년에는 부교으로 데라자와 히로타카(히가라쓰 번주)가 임명되었다. 이것이 나가사키 부교의 전신이다.
히데요시의 사후, 세키가하라 전투에서 승리한 도쿠가와 이에야스는 도요토미씨의 곳간 땅을 접수하여 나가사키 행정은 에도 막부로 이관되었다. 초기에는 다케나카 시게요시 등 도쿠가와 히데타다의 측근 다이묘가 임명되었지만, 곧 작은 녹봉을 받는 하타모토가, 이후에는 1000 - 2000석 정도의 상급 하타모토가 임명되었다. 나가사키 부교직은 에도 막부 말기까지 상설되었다. 막부 직할지였으며, 경호는 후쿠오카번과 사가번이 번갈아 맡았다.

## 기구
당초 정원은 1명으로, 남만 선박이 입항하는 현지 사무가 성수기가 되었고, 이전(6월 무렵)에는 나가사키에 온 남만선이 돌아간 후(10월 경) 에도로 돌아가는 관습이 있었다. 그러나 시마바라의 난 이후 유사시 규슈의 다이묘의 지휘 때문에 1638년 간에이 15년 이후는 반드시 한 명은 상주하게 되었다. 1633년 간에이 10년 2월에 2인제가 되었고, 1686년 조쿄 3년에는 3인제가 되었으며, 이어서 1699년 겐로쿠 12년에는 4인제, 1713년 쇼토쿠 3년에 3인제로 정원이 변천하여 교호 연간(1716년 - 1736년) 이후는 대체로 2인제로 정착한다. 1843년 덴포 14년에는 1인제가 되었지만, 1845년 고카 2년에 2인제로 환원되었다. 정원 2명 중 1년 교대로 에도와 나가사키에서 채우고, 매년 8월에서 9월 무렵 교체를 했다. 또한 1746년 엔쿄 3년 이후 한때 간조 부교이 겸임했다.
부교는 노중의 지배 하에 에도 성에서 쓰메세키는 부용 사이에서 1690년 겐로쿠 3년에는 대부격(종5위 아래)으로 알려졌다. 그 취임에 즈음해서는 에도 성에 등성하여 쇼군을 만나 그 직위에 임하도록 명받았다.
처음에는 부교 사이에 위치한 다른 구성원들은 모두 제대부(諸大夫) 즉 대부였지만, 나가사키 부교만 포의(布衣) 즉 평민 신분으로 부교 사이의 말석을 차지했다. 우시고메 시게노리(牛込重忝)가 나가사키 부교를 맡고 있던 시기, 당시의 로주 구제 히로유키(久世広之)에게 나가사키 부교도 다른 구성원과 마찬가지로 제대부의 반열로 대우받을 수 있도록 해달라는 청원이 올려졌지만, 다이로(大老) 사카이 다다키요(酒井忠清)에 의해 거절당했다. 그 이유는 “기존 나가사키 부교직은 외국의 상인을 지배하는 직책이며, 외국인을 중시하지 않음을 보이기 위해서도 굳이 낮은 지위의 사람을 나가사키 부교에 임명해왔다. 하지만 이제 와서 나가사키 부교의 위계를 올리면 당연히 위계가 높은 사람을 그 직에 투입할 수밖에 없게 된다. 그리고 지금까지 외국인은 지위가 낮은 신하가 관리해 왔으며, 그만큼 외국에서 막부의 위엄도 높다고 생각하기에 원국 부교 중에서도 나가사키 부교의 지위를 낮추어 부교들 사이에서도 말석으로 해왔다. 따라서 나가사키 부교의 지위를 올리는 소원은 들어줄 수 없다”는 것이었다.
그러나 25대 나가사키 부교 가와구치 무네쓰네(川口宗恒)가 겐로쿠(元禄) 3년(1690년) 종5위하(従五位下) 관위를 받고 셋쓰노카미(摂津守) 관직을 받게 된 뒤, 나가사키 부교는 동등한 격식으로 여겨지게 되었고, 겐로쿠 12년(1699년)에는 교토 마치 부교(京都町奉行)보다도 상석이 되었으며, 원국 부교 가운데서도 으뜸가는 자리가 되었으나, 훗날 발생한 페이튼 호 사건 때는 경비를 담당하고 있던 사가 번(佐賀藩)이 당시의 나가사키 부교 마쓰다이라 야스히데(松平康英)의 지휘에도 기민하게 대응하지 못하였고, 사건 후 책임을 지고 자결한 야스히데는 자신의 유서에서 「부교에는 신분 높은 자가 임명되어야 한다」(奉行には大身の者を充てられたし)라고 남겼다.
부교의 역소(役所)는 원래 하카타 정(博多町, 지금의 만사이 정万才町의 일부분)이었으나, 간분(寛文) 3년(1663년) 대화재로 소실되고 에도 정(江戸町, 지금의 나가사키 시 에도 정으로 나가사키 현청 소재지이다)에 서역소(西役所, 총평수 1679평)과 동역소(東役所)가 세워졌다. 간분 11년(1671년)에는 동역소가 다테야마(立山, 지금의 나가사키 시 다테야마 1쵸메 ・ 나가사키 역사문화박물관 소재지이다)로 옮겨져 다테야마 역소(立山役所, 총평수 3278평)라 개칭되었다. 이 두 곳의 역소를 통틀어 나가사키 부교도코로(長崎奉行所)라고 불렀다.
부교 휘하로는 지배조두(支配組頭)、지배하역(支配下役)、지배조역(支配調役)、지배정역하역(支配定役下役)、요리키(与力, 10기)、도신(同心, 15명)、청국통사(清国通詞)、오란타통사(オランダ通詞)가 있었고, 이밖에도 지역인(地役人)、정방역인(町方役人)、나가사키 정 연기(長崎町年寄) 등도 나가사키 행정에 관여하고 있었고, 총계 1천 명 정도의 행정 조직이 성립되었다. 부교나 그 부하, 부교에 딸린 요리키 ・ 도신은 일부 예외를 제외하고는 단신부임이었다.
부교도코로의 현관에는 철포 100정、활 20장(화살 두 상자), 창자루가 긴 창 50자루 등이 있었고, 따로 봉화시(棒火矢) 50정、백목장통(百目長筒) 1정、활 18장、철포 20정、창 5자루가 무기고에 비치되어 있었다.
인근 다이묘들이 나가사키에 올 때는 나가사키 부교에게 배알하고 인사를 행하였으나, 나가사키 영지의 옛 주인이었던 오무라 씨만은 친척의 격으로 취급되어 다른 다이묘들과는 달리 인사도 관례적으로만 이루어졌으며 오히려 주연을 대접받는 것이 관례였다.

## 임무

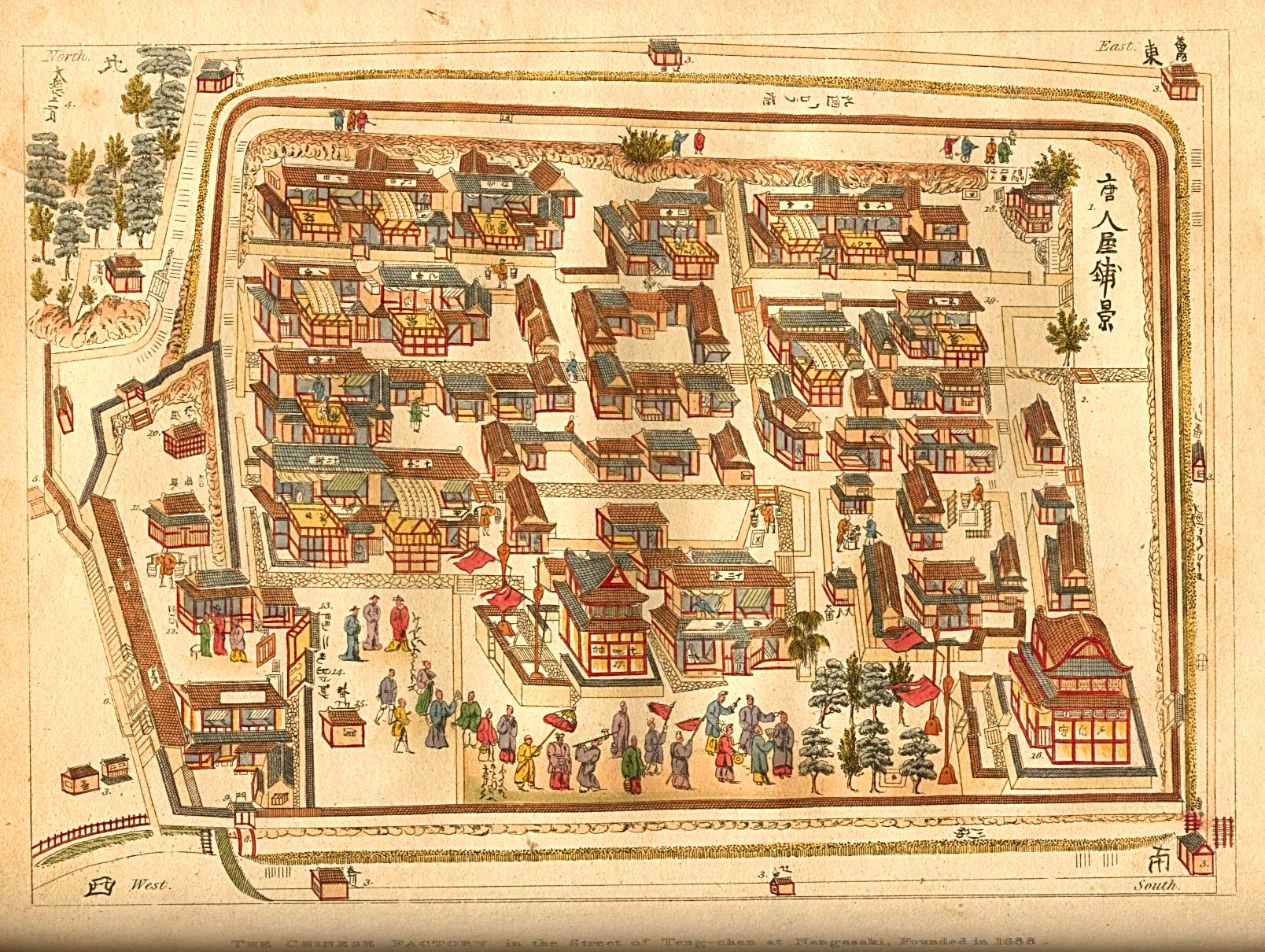
청에서 오는 상인들이 머물렀던 나가사키의 도진야시키(唐人屋敷). 네덜란드 상인들과 마찬가지로 청의 상인들은 일본 내에서의 거동이 도진야시키라는 성벽 내로 제한되었다.

나가사키 부교는 천령(天領) 나가사키의 최고책임자로써, 나가사키의 행정 ・ 사법에 더해, 나가사키 회소(長崎会所)를 감독하고、청(清)이나 네덜란드와의 통상, 수익의 막부로의 상납, 갓테호칸쇼 부교(勝手方勘定奉行)와의 연락, 여러 구니와의 외교 접대, 도진야시키나 데지마(出島)를 관리하고 규슈 지역 다이묘들을 비롯한 여러 구니의 동정을 탐색하고 일본의 국외 수출품인 구리나 해산물 등의 관리, 사이고쿠(西国) 지역의 기리시탄에 대한 금압, 나가사키 항 경비를 통괄하였다. 나가사키 항에서 사건이 벌어지면 나가사키 부교는 사가번(佐賀藩) ・ 가라쓰번(唐津藩)을 비롯한 인접 다이묘들과 제휴하여 해당 사건에 대한 해결을 지휘할 권한이 있었다.
17세기경부터는 기리시탄 대책이나 사이고쿠 지역의 다이묘들의 감시가 나가사키 부교들의 주요 임무가 되었다. 한편 교역 관리와 통제를 목적으로 1630년대에 나가사키 부교의 직무를 규정한 지령을 내리기도 했다(말하자면 이른바 '쇄국'의 전단계). 아라이 하쿠세키(新井白石)가 집정하던 무렵에 해박호시신제(海舶互市新例)가 발호되었을 때는 교역을 통해 이윤을 얻는 것이 나가사키 부교의 중요한 직무가 되었다.
에도 시대 후기에 들어 러시아의 니콜라이 레자노프의 내항, 페이튼 호 사건, 지볼트 사건, 예프피미 푸탸틴 내항 등 나가사키 인근의 바다는 늘 떠들썩했고, 부교의 수완이 우선적으로 중요시되게 되었다.
나가사키에 나아가 근무하는 부교를 나가사키 사이킨 부교(長崎在勤奉行)、에도에 있는 쪽을 에도 사이후 부교(江戸在府奉行)라 불렀다. 사이후 부교는 에도에서 에도 막부 당국과 나가사키 사이킨 부교의 사이를 중개하고 연락책을 맡았다. 사이킨 부교의 손에서 처리될 수준이 아닌 중요한 문제나 선례가 존재하지 않는 사항은 에도 막부의 로주(老中)에게 보이고 재결을 구하였는데, 이는 사이킨 부교로부터 사이후 부교를 통해 행해졌고, 그 회답이나 지시도 사이후 부교를 통해 행해졌다. 네덜란드 상관장의 쇼군 배알 때에 그 선도역을 맡은 것도 사이후 부교였다.

## 나가사키 부교들에 의한 일 처리
나가사키의 町의 형사 재판도 부교에게 맡겨져 있었다. 다른 원국 봉행들과 마찬가지로 추방형까지는 독단으로 재결하고 허가할 수 있었으나, 원도형(遠島刑) 즉 본토로부터 멀리 떨어진 섬으로 유배시키는 것 이상의 형벌에 대해서는 대부분 그 판결에 대해서 나가사키 부교에서 에도 중앙으로 넘겨졌고, 그에 대한 처결이 있은 뒤에야 처벌되었다. 당시 나가사키에서 에도까지의 왕복 거리는 적어도 3개월 이상은 걸렸고, 그 사이에 죄수가 자결하거나 병으로 죽는 일도 있었다. 이 경우 죄수의 사체를 염장보존해서 에도까지 가지고 가서 처결을 받은 뒤에야 형을 집행하였다. 막부의 승인 없이 독단으로 전행하는 경우 처벌 대상이 되었다. 대사건의 경우 막부로부터 상사(上使)가 와서 그 지시 아래서 해당 업무를 처리하였다.
부교도코로의 판결문집인 「범료장」(犯科帳)에서는 본문의 맨 마지막에 「우카가이노아게」(伺の上)로써 처벌이 기록되어 있는 것은 그 사건이 극형에 해당하는 중죄인 경우, 전례에 보기 드문 범죄인 경우 등, 나가사키 부교 단독 판단으로는 판결을 내리지 못하는 때에 에도에 이를 알리고 그 처결을 얻어서 처벌을 결정한 경우를 가리킨다. 그 에도에 알리는 서류를 어사치사(御仕置伺)라고 불렀다. 원도형 이상의 처벌에 대해서는 나가사키 부교는 어사치사에 죄상을 상세히 기록하고 「원도형으로 하도록 한다」(遠島申し付くべく候や)라는 식으로 자신의 의견을 서술하였다. 처결은 보인 대로 행해지는 경우가 대부분이었으나, 부교의 의견에 따라서 중죄가 되거나 감형되기도 했다. 한편 기리시탄 처벌에 대해서는 범료장에는 기술하지 않았다.
원도형은 나가사키에서 먼 이키(壱岐) ・ 쓰시마(対馬) ・ 고토(五島) 등지로 유배하는 경우가 대부분이었고, 대부분이 고토였다. 드물게 사쓰마(薩摩)나 오키(隠岐)로 보내지기도 했다. 시마바라의 난이 일어난 곳으로 알려진 아마쿠사 제도의 경우 나가사키 부교의 관리하에 있었는데 그곳에는 오사카마치부교도코로(大坂町奉行所)에서 판결을 받은 유형인들이 대부분이었다. 원도의 경우 판결이 내려져도 곧장 배를 띄워 섬으로 가는 것이 아니어서 기상이나 배의 상태, 판결 전후로 범인을 일괄 배에 실어서 보내기보다는 하나하나 보내는 식이었다. 때문에 원도형 판결문에는 말미에 「모쪼록 출선 때까지 하옥시켜 놓도록」(尤も出船迄入牢申し付け置く)라고 첨부하는 경우가 많았다.
나가사키에서 재판을 받은 유형인의 대부분은 고토로 보내졌으나, 그 유형인의 지배에 대해서는 고토의 영주들에게 일임하였다. 고토의 영주들로부터 유배인이 현지에서 다시 죄를 짓거나 섬을 탈출하는 등의 보고가 있는 경우에는 부교도코로의 기록에도 그것이 부기되었다. 아마쿠사 제도의 유형인들은 나가사키에서 보내져 온 자들은 비교적 적었으나, 아마쿠사가 나가사키 부교의 지배하에 있었기 때문에 나가사키 부교도코로의 기록에는 아마쿠사 유형인들의 상태를 보여주는 경우가 많다. 유형인들이 섬에서 다시 죄를 짓는 경우 나가사키 부교의 지배하에 있었던 아마쿠사에서 부교가 그 처벌을 직접 지시하였다. 이키 ・ 고토 ・ 쓰시마 등의 경우에는 처벌은 그 영주 가문에게 지배가 맡겨졌는데 그 연락 보고를 나가사키 부교로부터 구했다.
부교도코로의 취조나 처분에 대해서 불평하고 불만이 있는 자들은 그에 대한 의견을 말하고자 할 때 마치랴쿠닌(町役人)을 통해 호소해야 했다. 그 수속은 번잡했고 설혹 그것이 상신된다 한들 자신의 뜻대로 되는 일도 적었기 때문에 마치랴쿠닌(町役人)도 수속을 하지 않는 경우가 많았다. 이에 대해 시민은 자신이 바라는 바를 문서로 작성해 부교도코로에 투서하는 「나게부미」(投げ文), 「스테소에」(捨て訴え)나, 자신이 직접 랴쿠닌이나 랴쿠도코로(役所)로 진정을 넣는 「가고소에」(駕籠訴え) 「가케고미우타에」(駈けこみ訴え, 직소) 등을 행하기도 했다. 이러한 비정규 수순들에 대해서는 「사이코시네가이」(差越願)로써 각하되고 투서를 넣은 자의 신원이 밝혀지면 본인이 마치랴쿠닌과 함께 호출되어 그 눈 앞에서 서장을 불태워버리게 했다. 그러나 표면상으로 그것을 각하할 경우 부교도코로에서 그것을 바탕으로 재검토해서 시민의 요구대로 처리하는 경우도 있기는 했다.
도진(唐人, 중국인 및 조선인)이나 오란타인(네덜란드인)에 대한 처벌은 일본인과 같이 하는 것이 아니라 수갑 채워서 해당 선주나 카피탄(네덜란드 상관장)에게 신병을 인도하고 귀국의 법으로 재판하기를 원한다고 요구하는 정도였다. 벌동(罰銅) 처분 즉 과태료나 국금(国禁) 처분에 해당하는 경우가 많았는데 국금 처분이 행해진 도진은 도진야시키에 유폐되어 다음에 출항하는 배에 실려 귀국조치되었고, 일본으로의 재입항이 금지되었다. 그러나 개항 후에는 대부분의 외국인에 의한 트러블이 발생했고 기존의 경우처럼 당선주(唐船主)나 데지마의 카피탄 상대로 통달하는 것에서 그치지 않고 각국의 영사(領事)에게 연락했고 그것도 그 대부분은 에도에서 직접 처결을 얻지 않으면 안 되었다.
에도나 그밖의 장소에서는 히닌(非人)이라 불리던 부라쿠민(피차별부락)에 대한 형벌을 그 지역의 우두머리의 손에 맡겼으나, 나가사키의 경우 직접 부교에 의해 집행되었다.

## 같이 보기
- 봉행 (일본사)